# Erythroplusia pyropia
Erythroplusia pyropia là một loài bướm đêm trong họ Noctuidae.